# Karl Kupelwieser
Karl Kupelwieser, auch Carl Kupelwieser geschrieben (* 30. Oktober 1841 in Wien; † 16. September 1925 im Gut Seehof bei Lunz am See, Niederösterreich), war ein österreichischer Jurist, Land- und Forstwirt und Mäzen.

## Familie

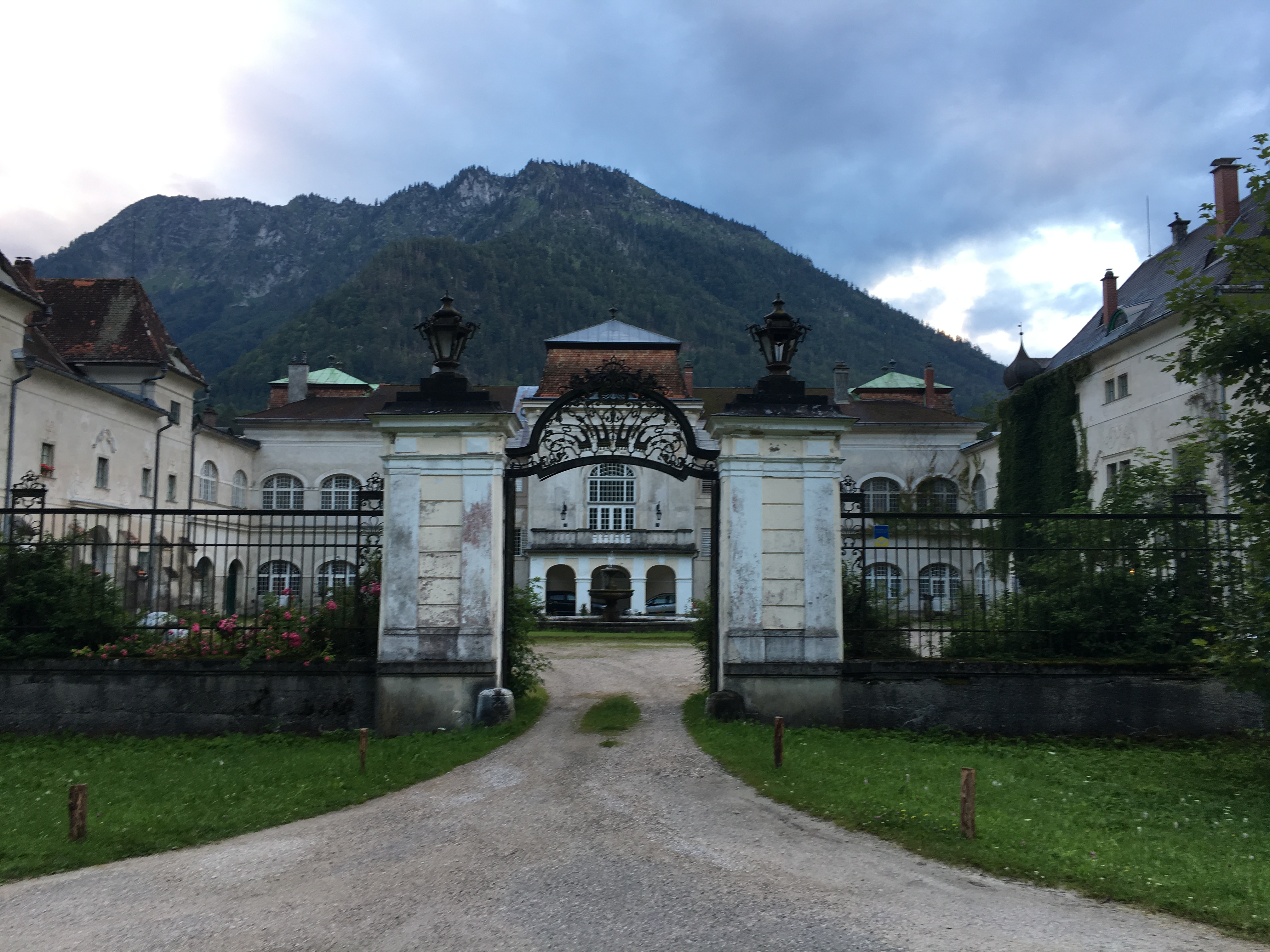
Schloss Seehof in Lunz am See, Stammsitz der Familie Kupelwieser

Karl Kupelwieser war Sohn des damals berühmten Malers Leopold Kupelwieser. Sein jüngerer Bruder Paul Kupelwieser war Stahlmanager der Witkowitzer Eisenwerke des Albert Rothschild und „Entdecker und Zivilisator“ der Brioni-Inselgruppe. Karl trat dem Aktienkonsortium der Teplitzer Walzwerke bei, deren Leitung sein Schwager Karl Wittgenstein übernommen hatte. Das Konsortium erwarb bald darauf das Eigentum der Böhmischen Montangesellschaft und die Stimmenmehrheit der Prager Eisenindustrie-Gesellschaft. Karl fungierte im Konsortium als juristischer Beirat. Dadurch erwarb er großen Wohlstand.

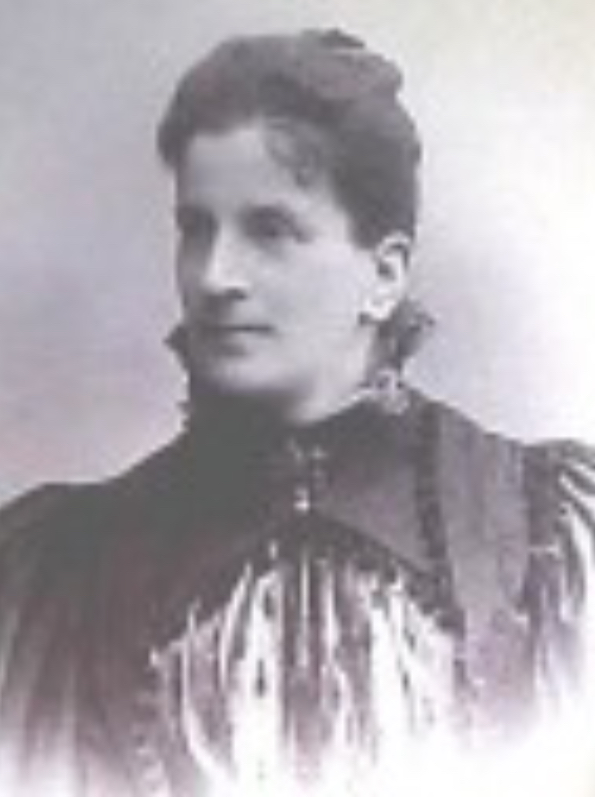
Bertha Kupelwieser

Seine Frau Bertha Kupelwieser war eine geborene Wittgenstein, eine damals sehr vermögende Familie in Österreich. Karl war somit der Schwager von Karl Wittgenstein und der Onkel von Ludwig Wittgenstein, dem bekannten Philosophen. Ihr Sohn Hans Kupelwieser (1879–1939) war ein bekannter Zoologe und Meeresbiologe, der sich allerdings nach 1918 nur mehr der wirtschaftlichen Entwicklung des väterlichen Gutes in Lunz widmen konnte. Ihre Tochter Ida Kupelwieser (1870–1927) war als Genremalerin aktiv und stellte in der Wiener Secession aus. Kurz vor ihrem Tod heiratete sie den Künstler Maximilian Lenz.
Am 8. Juni 1909 kam Bertha Kupelwieser bei einem Autounfall ums Leben, als sich zwischen Inzersdorf und Biedermannsdorf ein Radmantel am Vorderrad löste, der Wagen dadurch in den Straßengraben fuhr, sich überschlug und sie begrub. Sie verstarb sofort, der Chauffeur und Karl überlebten schwer verletzt.

## Land- und Forstwirtschaft

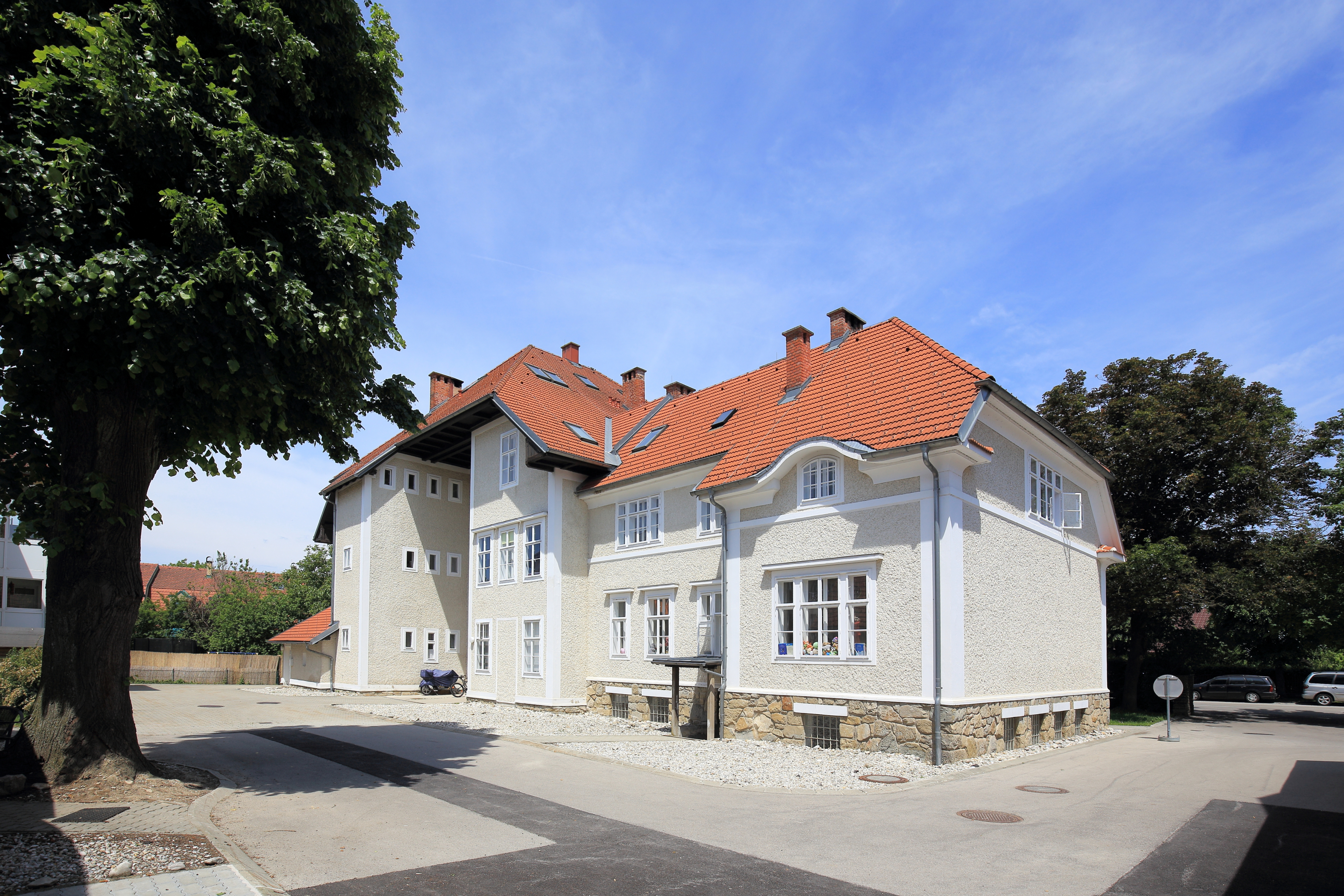
Die von Kupelwieser 1913 gestiftete landwirtschaftliche Schule in Heuberg (Gemeinde Pyhra)

Kupelwiesers Frau Bertha kaufte 1891 aus dem Erbteil, das ihr ihre Mutter hinterlassen hatte, das landtäfliche Gut Kyrnberg in Pyhra bei St. Pölten, wo sie Gervais-Käse erzeugte, für den sie ab 1896 den Markenschutz besaß. Karl Kupelwieser ließ in Pyrha eine landwirtschaftliche Schule für Gebirgswirtschaft errichten, die er mit Wohn- und Wirtschaftsgebäuden sowie den notwendigen Lehrmitteln ausstattete. Seine Frau finanzierte den Rohbau des Spitals in Scheibbs. Weitere Summen für den Ausbau wurden von Karl Kupelwieser zur Verfügung gestellt, nachdem seine Frau tödlich verunglückt war. Eine Büste von Bertha Kupelwieser steht heute noch in der Eingangshalle des Spitals.
1897 erwarb Karl Kupelwieser aus dem Besitztum des Grafen Festetics von Tolna das Gut Seehof-Hirschtal bei Lunz am See. Der Seehof war bis zu deren Aufhebung (1782) ein Wirtschaftsgut der berühmten Kartause Gaming. Unter Karl Kupelwieser wurde die Landwirtschaft durch ein Haflinger-Gestüt, eine Rinderzucht von Montafoner Braunvieh, Nutzpflanzen-Experimente (Topinambur) und eine Forellenzucht wieder stark gefördert. Dazu kamen eine dampfbetriebene Molkerei, ein Sägewerk und 1924 ein mit Wasserkraft betriebenes Elektrizitätswerk, das heute noch in Betrieb ist. Die Wälder dienten daneben als „Voluptargut“ der Hochwildjagd.

## Förderer der naturwissenschaftlichen Forschung
Danach widmete er sich seinem großen Interesse für naturwissenschaftliche Forschungen. Er pflegte eine Freundschaft mit dem Ichthyologen Rudolf Kner. Die Ichthyologie (Fischkunde) ist eine Teildisziplin der Biologie. Es ist die Wissenschaft der Biologie der Fische unter natürlichen und künstlichen Bedingungen. Karl war Stifter des Institutes für Radiumforschung und der Biologischen Station Lunz am See. Diese war zunächst im Schloss untergebracht; 1906 wies er diesem Institut ein kleines Pförtnerhaus auf seinem Schlossgelände zu, das schrittweise zur Biologischen Station ausgebaut wurde. Bis 1920 finanzierten die Kupelwiesers diese Institute. Nicht zuletzt charakterisiert es die mäzenatische Gesinnung Karl Kupelwiesers, wenn er anlässlich der 1. Österreichischen Segelflugwoche, die vom 13. bis 21. Oktober 1923 auf dem Waschberg bei Stockerau stattfand, einen wertvollen silbernen Pokal stiftete. Mit der gravierten Widmung „I. österr. Segelflugwoche / 1923 / dem Konstrukteur des / erfolgreichsten österr. Segelflugzeuges / Kupelwieser“ ging dieser – zusammen mit dem Ehrenpreis des Wiener Automobilclub für den Konstrukteur des österreichischen Segelflugzeuges von bestem Gesamterfolg – an den damals 29 Jahre alten Wiener Diplomingenieur Alois Kermer (1894–1967). 2018 übergab Kermers Neffe, Wolfgang Kermer, sowohl den Pokal als auch persönliche Dokumente an das Archiv der Technischen Universität Wien als Geschenk. Das preisgekrönte Flugzeug, das jahrzehntelang im Technischen Museum Wien ausgestellt war, befindet sich derzeit aus Raumgründen im Depot.
Kupelwieser war Ehrenmitglied der Österreichischen Akademie der Wissenschaften. Er ist unweit von seinem Vater Leopold auf dem Grinzinger Friedhof in Wien begraben (Gruppe 10, Reihe 1, Nummer 12).
2003 beschloss die Akademie die Schließung der Station in Lunz. Seitdem wird die Forschung im Rahmen der WasserCluster Lunz GmbH, einer Kooperation der Universität Wien, der Universität für Bodenkultur Wien und der Donau-Universität Krems fortgeführt.

## Nachleben
In Lunz am See wurde die Dr. Carl Kupelwieser Promenade nach ihm benannt, in Pyhra, wo er eine landwirtschaftliche Schule gegründet und finanziert hatte, gibt es eine Dr.-Carl-Kupelwieser-Straße.